# Lijst van spelers van Lech Poznań
Deze lijst bevat voetballers die bij de Poolse voetbalclub Lech Poznań spelen of gespeeld hebben. De namen zijn alfabetisch gerangschikt.

## A
- Josef Adamiec
- Anderson
- Teodor Aniola
- Jarosław Araszkiewicz
- Manuel Arboleda
- Tomasz Augustyniak

## B
- Andrzej Baczynski
- Arkadiusz Bąk
- Jacek Bąk
- Jaroslaw Bako
- Jerzy Banaszak
- Tomasz Bandrowski
- Hieronim Barczak
- Tadeusz Bartnik
- Dariusz Bayer
- Bartosz Bereszyński
- Przemyslaw Bereszynski
- Edmund Bialas
- Lukasz Bialozyt
- Gerard Bieszczad
- Robert Binkowski
- Pavel Bocian
- Marcin Bojarski
- Fernando Bonjour
- Bartosz Bosacki
- Jerzy Brzęczek
- Artur Bugaj
- Pawel Bugala
- Jasmin Burić
- Filip Burkhardt
- Paweł Buzała

## C
- Maciej Chmielewski
- Romuald Chojnacki
- Krzysztof Chrapek
- Radosław Cierzniak
- Jimmy Conrad
- Anderson Cueto
- Henryk Czapczyk
- Arkadiusz Czarnecki
- Sylwester Czereszewski

## D
- Adam Dabrowski
- Jacek Dembinski
- Kristian Dobrev
- Emilian Dolha
- Marcin Drajer
- Sékou Dramé
- Kamil Drygas
- Marcin Drzymont
- Marcin Dymkowski
- Ivan Đurđević

## F
- Łukasz Fabiański
- Matías Favano
- Andrzej Fischer
- Dawid Florian

## G
- Krzysztof Gajtkowski
- Seweryn Gancarczyk
- Michal Gebura
- Arkadiusz Glowacki
- Janusz Gogolewski
- Gordan Golik
- Michał Goliński
- Miroslaw Golinski
- Karol Gregorek
- Aleksandar Gruber
- Rafał Grzelak
- Andrzej Grzeskowiak
- Zbigniew Gut

## H
- Kasper Hämäläinen
- Haris Handžić
- Luis Henriquez
- Guillermo Hidalgo
- Robert Hirsch
- Rafal Hübscher

## I
- Ebrahima Ibou
- Dariusz Imbiorowicz
- Dimitrije Injac
- Tomasz Iwan

## J
- Piotr Jacek
- Roman Jakobczak
- Czeslaw Jakolcewicz
- Ariel Jakubowski
- Sławomir Janicki
- Ryszard Jankowski
- Andrzej Juskowiak
- Miroslaw Justek

## K
- Pawel Kaczorowski
- Jacek Kadzinski
- Arkadiusz Kaliszan
- Marcin Kamiński
- Jan Karwecki
- Jerzy Kasalik
- Grzegorz Kasprzik
- Jacek Kiełb
- Marcin Kikut
- Dariusz Kofnyt
- Michal Kokoszanek
- Maciej Kononowicz
- Igor Kornijec
- Krzysztof Kotorowski
- Dawid Kownacki
- Dawid Kret
- Sergey Krivets
- Grzegorz Krol
- Waldemar Kryger
- Jacek Kubicki
- Dawid Kucharski
- Adam Kucz
- Janusz Kupcewicz
- Marcin Kus

## L
- Rafal Lasocki
- Robert Lewandowski
- Paweł Linka
- Gergő Lovrencsics
- Damian Łukasik
- Lukasz Łukasik

## M
- Mateusz Machaj
- Jarosław Maćkiewicz
- Łukasz Madej
- Tomasz Magdziarz
- Adam Majewski
- Arkadiusz Malarz
- Artur Marciniak
- Grzegorz Matlak
- Ilian Micanski
- Krzysztof Michalski
- Tomasz Midzierski
- Maciej Mielcarz
- Arkadiusz Miklosik
- Tomasz Mikołajczak
- Henryk Miloszewicz
- Robert Mioduszewski
- Kazimierz Moskal
- Mariusz Mowlik
- Piotr Mowlik
- Mateusz Możdżeń
- Maciej Murawski
- Rafal Murawski
- Gift Muzadzi

## N
- Justin N'Norom
- Tomasz Najewski
- Damian Nawrocik

## O
- Boguslaw Oblewski
- Mirosław Okoński
- Mateusz Olszak
- Arkadiusz Onyszko

## P
- Henryk Paczkowski
- Jacek Paczkowski
- Maciej Pastuszka
- Lukasz Paulewicz
- Krzysztof Pawlak
- Slawomir Peszko
- Waldemar Piatek
- Krzysztof Piskula
- Przemyslaw Pitry
- Zbigniew Plesnierowicz
- Wojciech Plich
- Jerzy Podbrożny
- Mirko Poledica
- Marcin Pontus
- Andrzej Przerada
- Jacek Przybylski

## Q
- Henry Quinteros

## R
- Łukasz Radliński
- Arek Radomski
- Jarosław Ratajczak
- Piotr Reiss
- Ryszard Remien
- Hernán Rengifo
- Artjoms Rudņevs
- Marek Rzepka

## S
- Pape Samba Pa
- Paweł Sasin
- Maciej Scherfchen
- Kazimierz Sidorczuk
- Piotr Skrobowski
- Henryk Skromny
- Dariusz Skrzypczak
- Zygfryd Sloma
- Bartosz Ślusarski
- Krzysztof Smoliński
- Marcin Sobczak
- Wladyslaw Sobkowiak
- Dariusz Solnica
- Dariusz Stachowiak
- Semir Štilić
- Krzysztof Strugarek
- Piotr Świerczewski
- Mateusz Szałek
- Jerzy Szczeszak
- Tomasz Szewczuk
- Jozef Szewczyk
- Jakub Szmatula
- Ryszard Szpakowski
- Mariusz Szyszka

## T
- Zlatko Tanevski
- Mieczyslaw Tarka
- Eryk Tatus
- Błażej Telichowski
- David Topolski
- Mirosław Trzeciak
- Joël Tshibamba
- Ivan Turina
- Piotr Tyszkiewicz

## U
- Vojo Ubiparip
- Przemyslaw Urbaniak

## W
- Marcin Wachowicz
- Marcin Wasilewski
- Artur Wichniarek
- Jakub Wilk
- Florian Wojciechowski
- Łukasz Wojciechowski
- Wlodzimierz Wojciechowski
- Zbigniew Wojcik
- Pawel Wojtala
- Grzegorz Wojtkowiak
- Hubert Wołąkiewicz
- Andrzej Wozniak

## Z
- Marcin Zając
- Wiezek Zakrzewski
- Zbigniew Zakrzewski
- Jan Zapotoka
- Maciej Żurawski